# One Canada Square
One Canada Square — один из самых высоких небоскрёбов Великобритании, расположен в Лондоне. Высота 50-этажного небоскреба составляет 244 метра. На крыше расположена пирамида. Строительство было начато в 1988 и закончено в 1991 году.
Дизайн здания был разработан компанией Olympia and York и архитекторами Сезаром Пелли & Associates, Adamson Associates и Frederick Gibberd Coombes & Partners .
Небоскрёб является закрытым для широкой публики, кроме первого этажа, который является частью торгового центра.

### Изображения

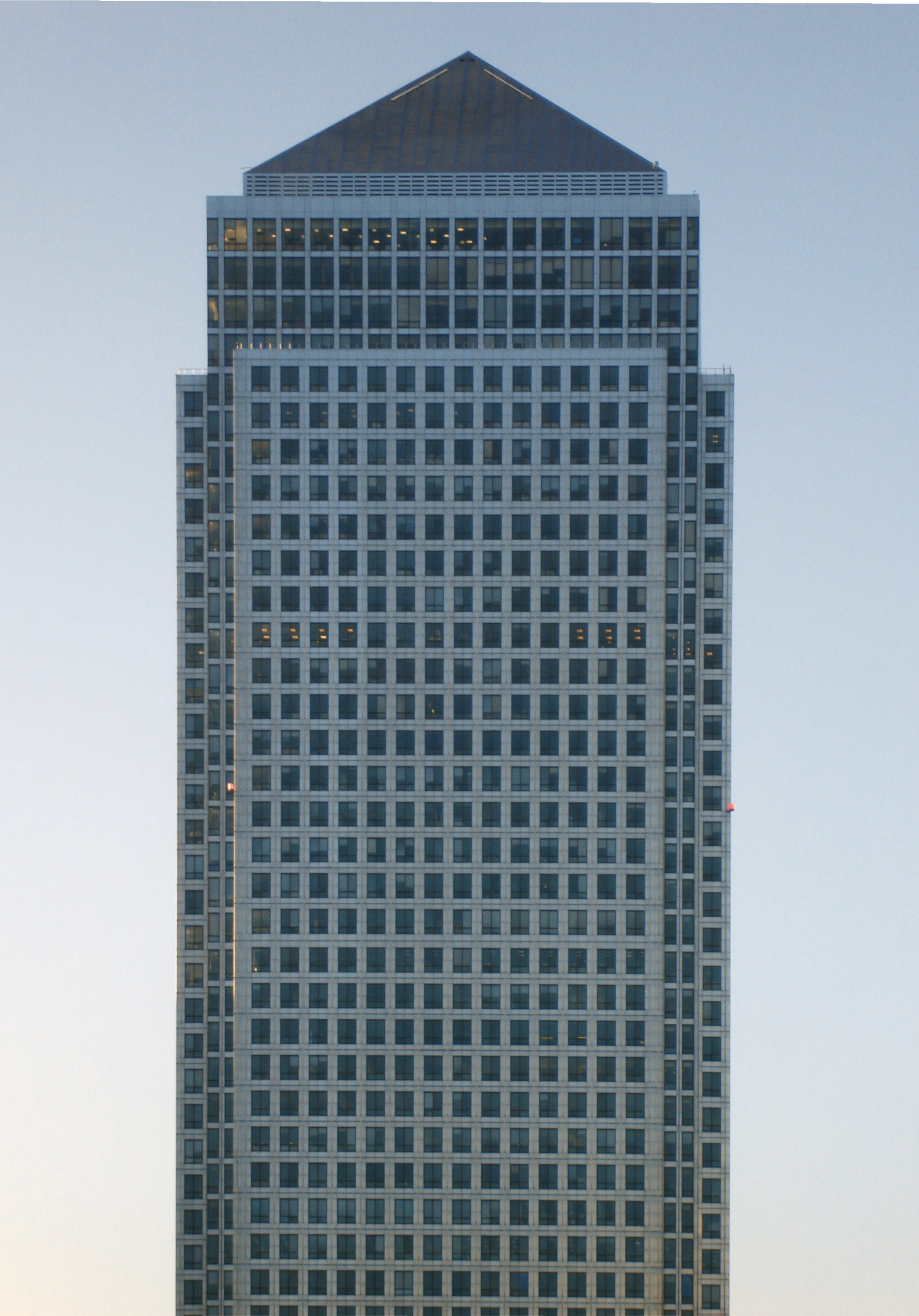
Верхушка
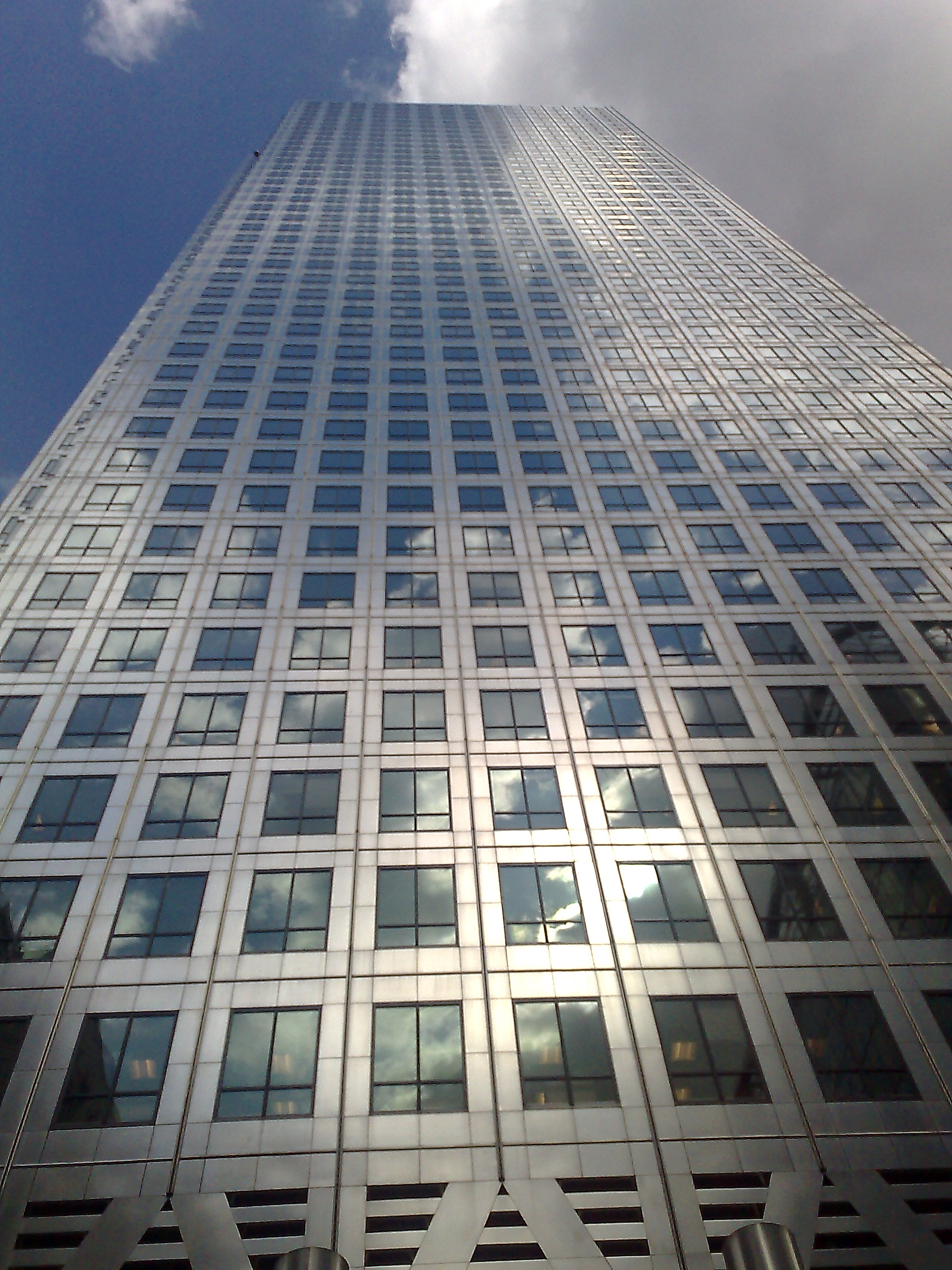
Вид с улицы
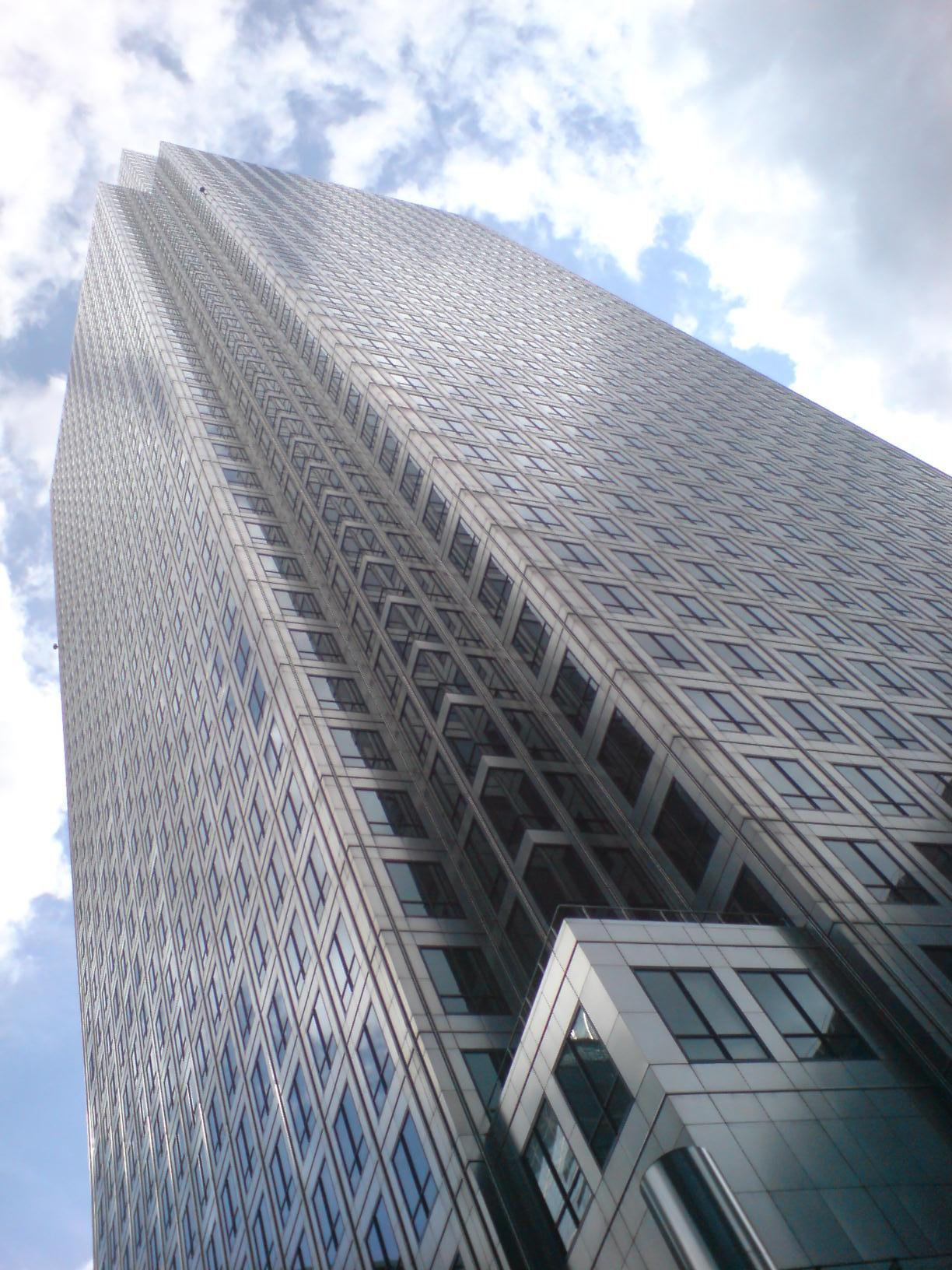
Вид с боку
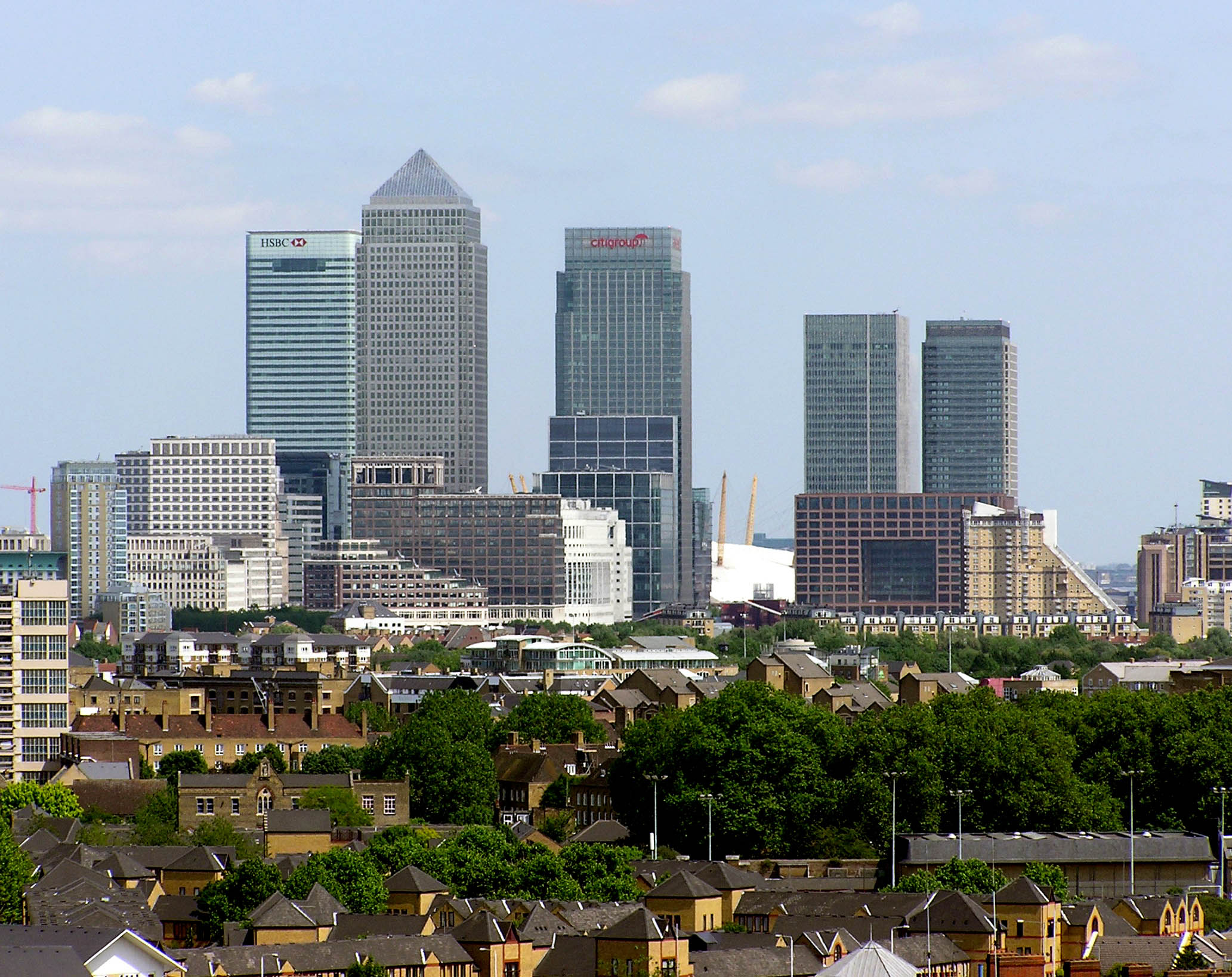
Канари Ворф